# Phyllolabis encausta
Phyllolabis encausta là một loài ruồi trong họ Limoniidae. Chúng phân bố ở miền Tân bắc.